# Montalbà dels Banys
Montalbà, o Montalbà de l'Església, de Paracolls, o dels Banys, és un poble de la comuna vallespirenca dels Banys d'Arles i Palaldà, a la Catalunya del Nord. Fins al 1962 va tenir comuna pròpia, independent de la dels Banys d'Arles i Palaldà, a la qual fou agregada aquell any.

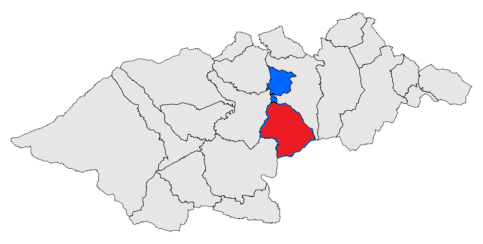
Mapa de l'antiga comuna de Montalbà dels Banys

És a 543,4 m d'altitud, a la zona meridional-est del terme comunal, a l'esquerra del Montdony i al sud-est dels Banys d'Arles.
El poble, molt petit pel que fa al seu nucli agrupat, està bastit a l'entorn de l'església, antigament parroquial, de Santa Maria de Montalbà. Al nord de l'antic terme, prop dels Banys d'Arles, hi ha l'antiga església de Santa Engràcia de Montalbà, i a Can Fèlix, la capella de la Mare de Déu de la Pietat de Can Fèlix.
El terme comunal de Montalbà, tot i ser el menys poblat, era pràcticament tres vegades més gran que el dels Banys d'Arles i Palaldà, al qual fou agregat el 1962. Mentre que tant els Banys d'Arles com Palaldà ocupen el fons de la vall del Tec, en la zona planera de les dues ribes del riu, el terme de Montalbà és muntanyós, i s'enfila fins a la carena axial dels Pirineus. on assoleix els 1.434,8 m alt en el Roc de la Campana, proper al sud-oest del Roc de Fraussa.

## Toponímia
Antics noms: Montalba de Paracolls (segle XVII), Montalbà dels Banys (Montalba-les-Bains. en francès) (segle xviii), Montalba-d'Amélie, en francès (1840) i Montalbà d'Arles (segle xx). També se l'ha anomenat Montalbà de l'Església per tal de diferenciar aquest poble del de Montalbà del Castell, a la comarca de la Fenolleda. Des del 1933 el nom oficial francès del poble és Montalba-d'Amélie.

## L'antic terme de Montalbà dels Banys

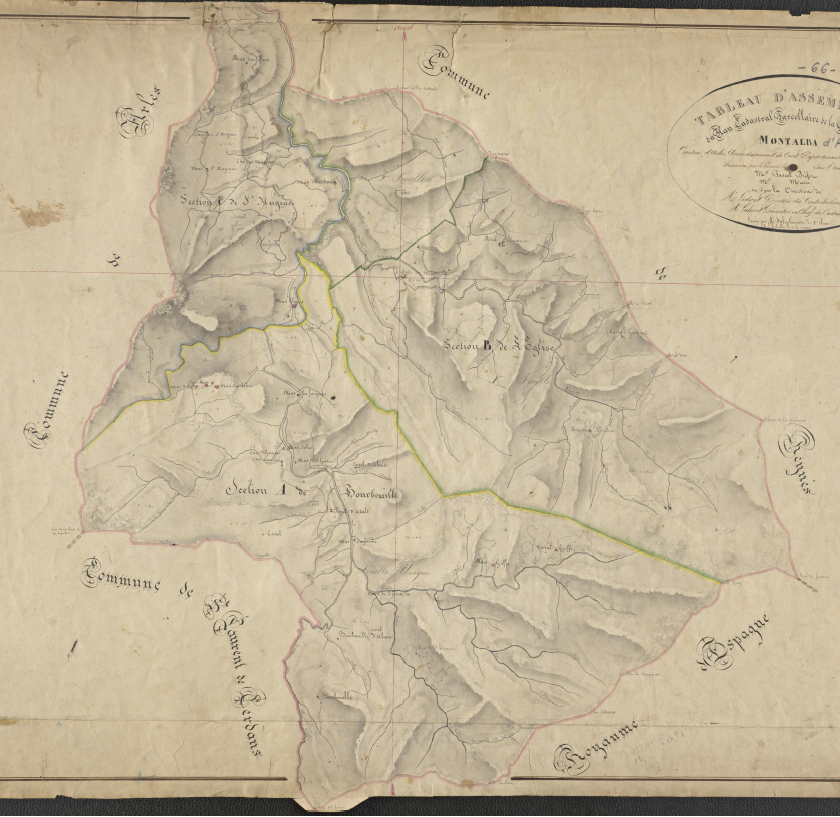
Antic terme de Montalbà en el Cadastre napoleònic del 1812 (Arxius Departamentals dels Pirineus Orientals, ADPO)

Més dels dos terços meridionals del terme actual dels Banys d'Arles i Palaldà formaven part de l'antic terme de Montalbà (dels Banys o de Paracolls, com ja ha quedat anteriorment apuntat). Els límits meridional, oriental, occidental coincidien amb els del terme actual. El límit septentrional de l'antiga comuna de Montalbà és l'actual termenal amb Reiners existent al nord de la meitat sud del terme, just on el terme comunal s'estreny extraordinàriament, en la seva meitat oriental; l'altra meitat del septentrional era el límit amb la comuna dels Banys d'Arles. És la part més muntanyenca de la comuna, amb el Roc de la Campana, de 1.434,8 m alt, al sud-oest del Roc de Fraussa, com a punt culminant del terme. Aquest extrem sud-oriental del terme és la carena axial pirinenca, des del vessant del Roc de Fraussa, al lloc on es troben els termes dels Banys d'Arles i Palaldà i Reiners amb l'empordanès municipi de Maçanet de Cabrenys, a 1.418,4 m alt, cap al sud-oest, passant per la Collada de Sant Martí, a 1.409 m alt, l'esmentat Roc de la Campana, el Roc de la Sentinella, de 1.400,9, les Collades, a 1.275, el Coll de la Dona Morta, 1.126,6, el Coll de Perelló, a 1.063,3, que és l'extrem meridional del terme, i la divisòria emprèn la direcció nord-oest, anant cap a la Collada Verda, a 1.080,6 m alt. Des d'aquesta collada, i en direcció oest, el termenal va cap al Puig del Torn, de 1.143,4 m alt, a l'angle sud-oest del terme, termenal amb Sant Llorenç de Cerdans i Maçanet de Cabrenys.
El termenal de ponent d'aquest antic terme, i ara del conjunt de la comuna on s'inclou, va davallant progressivament des del Puig del Torn cap al nord deixant les carenes i anant a cercar el Còrrec del Serrat del Pi, per la qual cosa davalla ràpidament cap als 934 m alt; aquest còrrec va a afluir en la Ribera del Terme, la qual alhora és afluent del Montdony. Després de fer un parell de meandres en la llera de la Ribera del Terme, el termenal puja cap al nord-oest per anar a buscar una carena, sempre marcant el límit entre els Banys d'Arles i Palaldà i Sant Llorenç de Cerdans. Així, arriba a la Serra de la Degolla, que es troba a l'entorn dels 1.000/1.250 m alt, sempre pujant progressivament, fins a arribar al triterme d'aquestes dues comunes amb la d'Arles, 1 1.255,6 m alt. Des d'aquest lloc una altra carena marca el límit que hom està resseguint: cap al Piló de Bellmaig, de 1.277 m alt, des d'on, sempre seguint carenes, va cap al Coll de Paracolls, a 899,4 m alt, i continua cap a la Bateria de Santa Engràcia, antiga bateria defensiva del Fort dels Banys, situada a 880,4 m alt al sud-oest de l'església romànica de Santa Engràcia de Montalbà; tot seguit, sempre seguint carenes va cap al nord-est i nord, fins que arriba a uns 350 metres de distància al sud del Fort dels Banys i al sud-oest del poble dels Banys d'Arles, on el termenal de Montalbà tancava cap a l'est just al nord de les Gorges del Montdony, que queden dins de l'antic terme de Montalbà.
El límit de llevant d'aquest antic terme, des del lloc esmentat on es troben els termes dels Banys d'Arles i Palaldà i Reiners amb l'empordanès municipi de Maçanet de Cabrenys, a 1.418,4 m alt, davalla cap al nord, passa pel Puig de la Porrassa, de 1.276,9 m alt, poc al nord del qual el termenal gira cap al nord-oest. Des d'aquell lloc, el termenal passa pel Coll del Ric, a 960,9 m alt, poc després pel Coll del Faig, a 965,4, pel Peira Baixa, de 1.023,1, pel Puig del Bosquet, de 973,5, fins que arriba al Pla del Rossinyol, des d'on baixa directament al Montdony, a 281,4 m alt. El termenal seguia aleshores el curs del Montdony, fins que l'abandona a l'alçada de 255,2 m alt, per anar a tancar un xic al nord de les Gorges del Montdony.

## El Cadastre napoleònic
El Cadastre napoleònic del 1812 va ser dut a terme en el moment que l'actual terme dels Banys d'Arles i Palaldà estava dividit en tres termes diferents: els Banys d'Arles, Montalbà dels Banys i Palaldà. Les partides que hi apareixen pertanyents a l'antic terme de Montalbà estan dividides en les seccions de la Borbolla i Paracolls, l'Església, amb el petit poble de Montalbà, i Santa Engràcia.
La Borbolla i Paracolls, situada al sud i sud-oest de l'antic terme, contenia, de nord a sud, les partides de Bellmaig, el Bac de Paracolls, el Solà de Paracolls, Paracolls, que hi apareix amb els masos de Can Volteu, Can Mas, el Mas Dolceda i Can Soler, diferent del Mas Soler proper, que és l'ara anomenat Can Soler (tots quatre desapareguts: només se'n conserven restes), Can Gascó, Can Soler, amb el Mas Soler i Can Saurac, la Fargassa, amb el mas d'aquest nom, Can Pagrís, lo Gascó, amb el Mas del Gascó, diferent de l'anterior, la Degolla, el Cortal de la Casa Nova, el Pujol de Dalt, amb la seva església de Sant Josep del Pujol de Dalt, el Pujol de Baix, tots dos amb els seus masos i el Molí del Pujol de Baix, ara de la Paleta, encara conservats, els Talls, la Casa Nova, el Mas d'Amunt (on no consta cap edificació), les Arcades, la Borbolla de Baix, amb el mas d'aquest nom i un cortal, la Borbolla, amb el mas homònim, el Coll de Perelló, l'Esquerrà, amb el Mas de l'Esquerrà, la Grifa, amb el Mas de la Grifa, el Coll Cerdà, amb el Cortal de la Grifa, el Roc de la Campana, les Collades i el Pla Joanal.

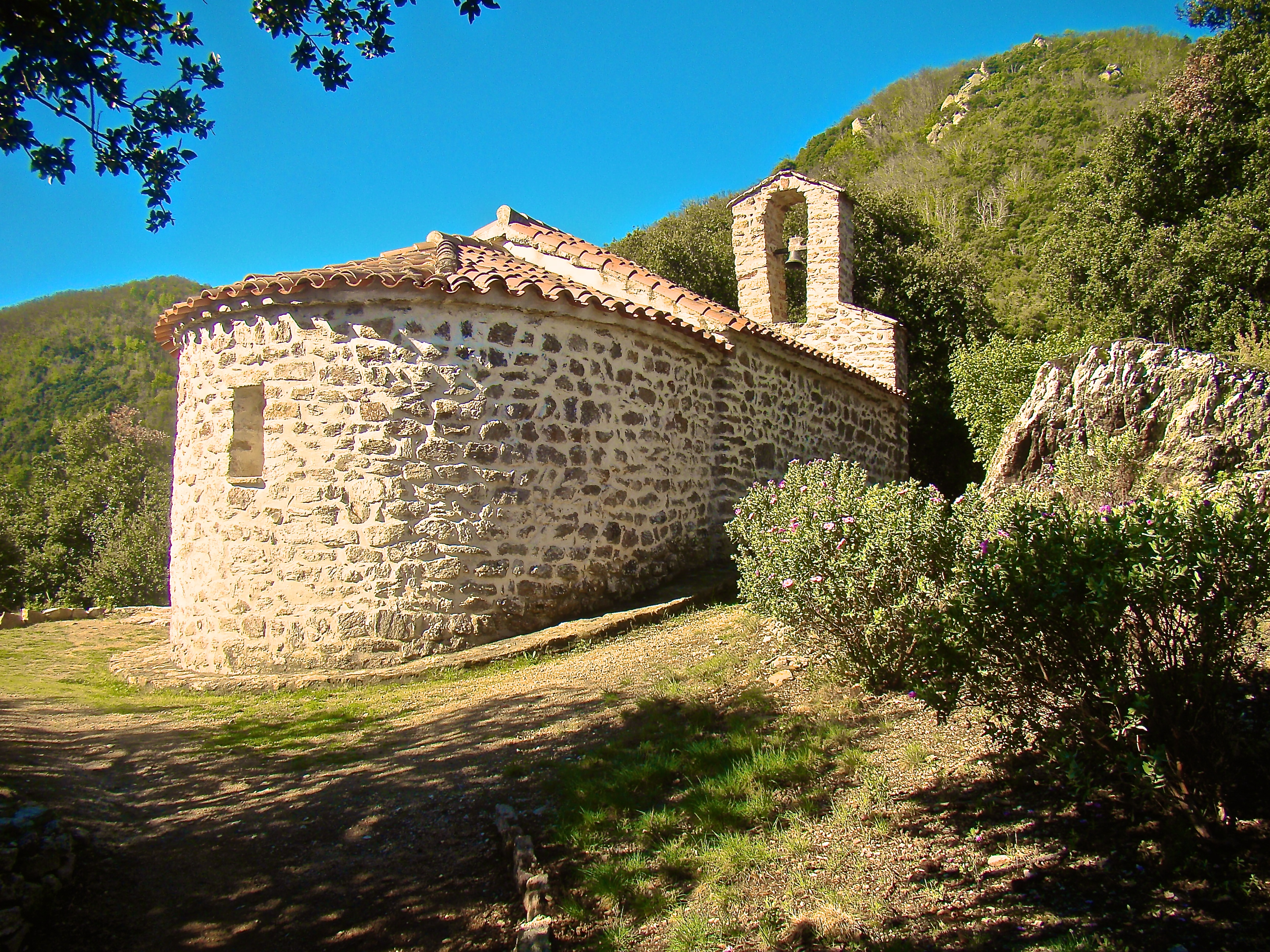
L'església de Santa Engràcia

El sector de l'Església, situat al centre, est i sud-est de l'antic terme, conté les partides del Mas de la Trinxeria, l'Abella, la Garriga, amb el Cortal de la Garriga, el Coll del Ric, l'Avetosa, el Mas Serrador, amb el mas així anomenat, el Roc Campàs, els Sageters, amb el Cortal dels Sageters, prop del qual, al cim d'una carena consta una torre en ruïnes (la Torre de Montdony), l'Església, amb el petit poble de Montalbà i les ruïnes del Castell de Montalbà, la Treta, l'Era d'en Lluís, Cal Roig, amb la masia homònima, lo Masot, on consta una granja, el Bac del Colomer, els tres darrers al nord-est del terme, prop dels Banys d'Arles i a llevant de Santa Engràcia.
Finalment, el sector de Santa Engràcia, Santa Engraci, en el mapa cadastral, es troben el Solà de Paracolls, Can Pagrís, amb el Mas Pagrís, Can Riubanys, amb el mas d'aquest nom, Can Mascarat, també amb el mas homònim, Sant Engraci, amb el Mas de Sant Engraci i la capella del mateix nom i el Mas d'en Font, el darrer ja a l'extrem nord-oest de l'antic terme.

### El poble de Montalbà

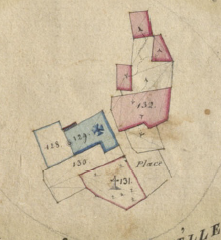
Montalbà dels Banys en el Cadastre napoleònic del 1812 (ADPO)

El petit poble de Montalbà dels Banys, anomenat també de l'Església en contraposició a l'altre Montalbà del departament, Montalbà del Castell, de la Fenolleda, o de Paracolls, està construït al voltant de l'església antigament parroquial de Santa Maria de Montalbà. S'hi conserva també les restes del Castell de Montalbà.

### Santa Engràcia de Montalbà
Al nord del terme, a prop dels Banys d'Arles, hi ha l'antiga església de Santa Engràcia de Montalbà, de vegades anomenada Santa Engràcia de Montdony.

### Paracolls

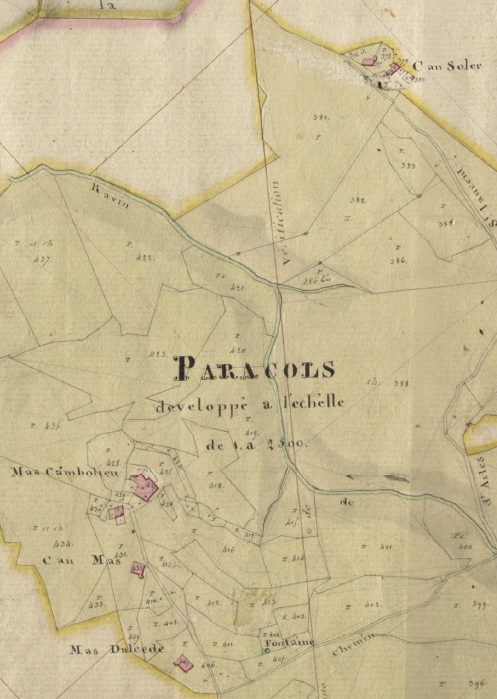
Paracolls en el Cadastre napoleònic del 1812 (ADPO)

L'antic veïnat de Paracolls, del qual només es conserven algunes ruïnes, situat al nord-oest de l'antic terme de Montalbà, és un dels que ha proporcionat un dels noms històrics de Montalbà. També hi havia hagut el Castell de Paracolls, actualment del tot desaparegut.

### Altres indrets
Hi ha també la capella de la Mare de Déu de la Pietat de Can Fèlix, a la masia d'aquest nom, situada a prop al nord-est de Montalbà. Una altra capella conservada en aquest antic terme és la de Sant Josep del Pujol de Dalt, al sud-oest de Montalbà, a la vall de la Ribera del Terme.

## Història

### Edat mitjana
L'origen de Montalbà és el Castell de Montdony. Les seves restes són a prop del poble, al sud. Tot i que les restes fan veure que és molt més antic, és esmentat el 1020 en el testament de Bernat Tallaferro (Monte Domno), en el qual fa donació dels seus béns al Vallespir, Castellnou inclòs, a la seva muller Toda. El 1086 Guillem Bernat, fill d'Arsenda, jura fidelitat per aquest castell al comte de Besalú Bernat III, i tan sols dos anys després és Ramon Bracads, també anomenat Ramon Matfred, senyor de Cortsaví, Serrallonga, Mollet (nom antic de la Bastida) i Pena, qui jura fidelitat per Montalbà al vescomte de Castellnou. Aquesta estructura es consolidà en aquells segles: el senyor de Montalbà, un Serrallonga, era vassall del vescomte de Castellnou, el qual, d'altra banda, era vassall del comte de Besalú. Els Serrallonga continuaren amb aquesta senyoria fins a la Revolució Francesa.

### Edat Contemporània
Montalbà dels Banys va ser declarat comuna el 1790 i, més endavant, va ser agregat el 1962 als Banys d'Arles i Palaldà.

## Administració i política

### Alcaldes
| Data inicial | Fi del mandat | Nom               |
| 1850         | 1851          | Joseph Sitja      |
| 1852         | 1870          | Jacques Cruzet    |
| 1870         | 1874          | François Delclos  |
| 1874         | 1881          | Jacques Cruzet    |
| 1881         | 1912          | Barthélémy Cruzet |
| 1912         | 1915          | Jacques Cruzet    |
| 1915         | 1919          | Barthélémy Cruzet |
| 1919         | 1962          | Jacques Cruzet    |

## Demografia

### Demografia antiga
La població està expressada en nombre de focs (f) o d'habitants (h)
| 30 f | 10 f | 29 f | 20 f | 36 f | 20 f | 34 f |

Font: Pélissier, 1986.

### Demografia contemporània
| Evolució de la població |      |      |      |      |      |      |      |      |
| 1790                    | 1794 | 1796 | 1800 | 1804 | 1806 | 1820 | 1826 | 1831 |
| 260                     | 301  | 198  | 205  | 289  | 371  | 250  | 209  | 250  |

| 1836 | 1841 | 1846 | 1851 | 1856 | 1861 | 1866 | 1872 | 1876 |
| ---- | ---- | ---- | ---- | ---- | ---- | ---- | ---- | ---- |
| 260  | 208  | 251  | 264  | 255  | 270  | 249  | 239  | 227  |

| 1881 | 1896 | 1891 | 1896 | 1901 | 1906 | 1911 | 1921 | 1926 |
| ---- | ---- | ---- | ---- | ---- | ---- | ---- | ---- | ---- |
| 176  | 177  | 182  | 179  | 168  | 175  | 169  | 130  | 109  |

| 1931 | 1936 | 1946 | 1954 | 1962 |
| ---- | ---- | ---- | ---- | ---- |
| 100  | 99   | 68   | 44   | 37   |

Fonts: Ldh/EHESS/Cassini fins al 1999, després INSEE a partir deL 2004